# Прелесть (повесть)
«Прелесть» (англ. Lulu) — краткая научно-фантастическая повесть Клиффорда Саймака. Первая публикация была в 1957 году. Входит в авторский сборник 1960 года «Соседи по разуму».
Ироничная, немного грустная, но прекрасная повесть, поднимающая вопрос о взаимоотношении человека и машины. Может ли машина чувствовать? Может ли она обижаться или любить? Может ли человек управлять такой машиной или ему суждено возиться с ней как с маленьким ребёнком? Троим людям пришлось испытать на себе ситуацию, когда влюблённая машина ведёт себя как обиженная женщина.

## Сюжет
На Земле 20 лет строили самый совершенный космический корабль с искусственным интеллектом для исследования планет. Три астронавта отправлены в полёт на нём для интерпретации собираемых данных. Но после посещения планеты, названной «Медовый месяц» (её обитатели чрезвычайно активно любили друг друга) и прослушивания бесконечных романтических стишков астронавта Джимми, Прелесть заявила, что любит их всех троих и собирается сбежать с ними, туда где никто не найдёт. Она заблокировала все ручные системы управления. После разных уловок (например, многодневного безделия) люди довели её до отвращения к ним, и Прелесть обманно высадила их ночью на чужой планете с разными вещами и инструментами с надписью «А теперь, чёрт побери, работайте!», похожей на Землю, а потом не пускала внутрь. На людей напал колёсный робот вымершей цивилизации, похожий на огромного жуко-носорога. Но Прелесть их всё-таки спасла, но потом тайно впустила того в себя, люди, узнав об этом, говорят: «— А на что она надеялась? Человек не может полюбить робота. — Очевидно, а робот робота полюбить может».
Джимми в течение долгих дней сочинял пространную сагу о любви к космическим исследованиям, он прочитал её Прелести, и та, умилённая, приняла их обратно, выбросив «грубого» робота с примитивными запросами, и решив посвятить всю жизнь исследованиям. Два других астронавта угрожающе говорят Джимми:

— Разве ты не чувствуешь побуждения, настоятельной необходимости написать оду родине… и воспеть её красоту, её славу и всё прочее своими штампами? «…» Прелесть проглотит всё, что бы ты ни написал.

Он поднял кулак и дал его понюхать Джимми.

— Советую постараться, — предупредил Бен. — Советую написать так, как ты никогда не писал.

## Разное
Произведение было озвучено Владом Коппом и DJ Инкогнито в рамках проекта «Модель для сборки».